# Wrapper
Wrapper (funkcje lub klasy opakowujące) – funkcje lub klasy, których zadaniem jest jedynie wywołanie innych funkcji lub metod obiektów (zwykle z istniejącej biblioteki programistycznej). Wywołanie takie może być związane z konwersją typów argumentów, z używanych przez aplikację na typy wykorzystywane przez wywoływane funkcje.
Funkcje i klasy opakowujące mają za zadanie:
- ujednolicić interfejs programistyczny,
- odizolować różne warstwy aplikacji,
- odciążyć programistę od ciągłego dbania o prawidłowe konwersje typów.

Tworzenie klas opakowujących może służyć także do przekształcenia interfejsu proceduralnego na obiektowy. Np. API systemu MS Windows jest realizowane proceduralnie (język C), choć pod względem projektu reprezentuje podejście obiektowe – biblioteki takie jak VCL, czy Qt udostępniają naturalny, obiektowy interfejs.
Kod wrapperów może zostać wygenerowany automatycznie, np. na podstawie plików nagłówkowych stosowanych w języku C i C++ (zobacz SWIG).